# Rocío Molina
Rocío Molina Cruz (Málaga, 1984) is een Spaanse danseres en choreografe.

## Biografie
Op 3-jarige leeftijd kwam Rocío Molina in contact met dans. Gedurende haar jeugdjaren heeft ze zich ontwikkeld in Flamencodans. In 2002 studeerde ze cum laude af aan het Koninklijk Conservatorium in Madrid. Een jaar eerder was ze al opgenomen in het dansgezelschap van Maria Pagés. Het gerenommeerde Flamenco Festival de Jerez was waar Molina een productie tot stand bracht (El Eterno Retorno) dat teksten bevatte van Nietzsche en onder muzikale leiding stond van Juan Carlos Romero. Het resulteerde in zeer positieve kritieken. Eigen werken volgden, waarin ze vaak explorerend te werk ging, zonder de verbinding met Flamenco te verliezen.

## Stijl
Molina's werk typeert zich als avantgardistisch, waarbij haar werk sterk geënt is op Flamenco. Ze wordt beschouwd als radicale danser die vrije elementen van technische virtuositeit en hedendaags onderzoek combineert met experimenteel karakter. Ze werkt vaak interdisciplinair, waarbij beeld, kleding en vormgeving een grote rol spelen in de verhaallijnen van haar voorstellingen. Er zijn veel elementen uit de filosofie, literatuur of beeldende kunst in terug te vinden. Haar creaties hebben haar veel internationale erkenning gegeven, waaronder de Nationale Prijs voor Dans. Mikhail Baryshnikov knielde ooit eens aan de deur van haar kleedkamer na een voorstelling in het New York City Center. In 2015 ging zij de associatie aan met het Chaillot Nationaal Theater in Parijs.
Molina wordt geroemd als intelligente, moedige en veelzijdige danseres met een excellente techniek. Vakgenoten bewonderen de artistieke risico's die ze neemt en dat ze over de grenzen van het genre heen kan kijken. Ze heeft op grote internationale podia opgetreden en met grootheden als Antonio Canales, Miguel Poveda, Pastora Galván en Israel Galván samengewerkt. Ook heeft ze met Mateo Feijóo en Carlos Marquerie producties gemaakt. Molina is een graag geziene gast op vele Flamenco evenementen in Nederland, maar ook in Japan, Mexico en de Verenigde Staten geniet ze aanzien. In haar onderzoeken, die geen grenzen schuwen, experimenteert ze veelvuldig. Zo heeft ze Impulsos in het leven geroepen: performances op uitdagende plekken die interacteren met situatie en ruimte.

### Prijzen
- 2016 Andalusische Eer voor haar 'bijdrage aan het creëren van een beter Málaga.
- 2016 Britse National Dance Award voor haar 'uitzonderlijke artistieke capaciteit'.
- 2015 Max Award voor beste choreografie voor Bosque Ardora.
- 2015 De Olivier Awards voor Bosque Ardora.
- 2011 Gouden Medaille toegekend door de provincie Málaga.
- 2010 Spaanse Nationale Prijs voor Dans.
- 2009 Critics Choice Prize uitgereikt door Flamenco Studies voor Oro viejo.
- 2008 Beste Danser Prijs op de Sevilla Biënnale.
- 2008 Giraldillo Award voor Beste Choreografie.
- 2007 Flamenco Hoy Criticus's Choice-prijs voor beste danser.

### Voorstellingen
- Bosque Ardora
- Danzaora y Vinática
- Afectos
- Cuando las piedras vuelen
- Oro Viejo
- Almario
- Por el Decir de la Gente
- Turquesa como el Limón
- Eterno Retorno
- Entre Paredes